# BMW Ljubljana Open 2007
Il BMW Ljubljana Open 2007 è stato un torneo di tennis facente parte della categoria ATP Challenger Series nell'ambito dell'ATP Challenger Series 2007. Il torneo si è giocato a Lubiana in Slovenia dal 10 al 16 settembre 2007 su campi in terra rossa.

## Vincitori

### Singolare
Marco Mirnegg ha battuto in finale  Mathieu Montcourt con il punteggio di 7–6(5), 7–5

### Doppio
Alexander Krasnorutskiy /  Aleksandr Kudrjavcev hanno battuto in finale  Ivan Dodig /  Lovro Zovko con il punteggio di 7–6(9), 1–6, [10–6]